# Арзамасцев, Дмитрий Александрович
Дмитрий Александрович Арзамасцев (8 октября 1916 года, Кушвинский завод, Верхотурский уезд, Пермская губерния — 30 июня 1993 года, Свердловск) — российский учёный, основатель уральской научной школы электроэнергетиков, доктор технических наук (1971), профессор (1972), заслуженный деятель науки и техники РСФСР (1981).
Окончил Уральский индустриальный институт им. С. М. Кирова по специальности инженер-электрик (1940).

## Биография
В 1940—1950 гг. работал в Объединенном диспетчерском управлении энергосистемы Урала: инженер, старший диспетчер, начальник службы режимов.
С 1950 г. — в Уральском политехническом институте: аспирант, ассистент (1952), доцент (1953), заведующий кафедрой «Автоматизированные электрические системы» (1954—1989), декан электротехнического факультета (1957—1961).
В 1970 г. защитил докторскую диссертацию:
- Модели и методы оптимизации энергосистем : в 2-х томах : диссертация … доктора технических наук : 05.00.00. — Свердловск, 1968. — 613 с. : ил.

В 1972 г. присвоено учёное звание профессора.
Основатель уральской научной школы электроэнергетиков. Научные интересы — моделирование электроэнергетических систем; использование экономико-математических методов в задачах управления развитием и функционированием энергосистем.
Участник международных конференций: Франция (1972), Великобритания (1975), Финляндия (1984).
Подготовил 80 кандидатов и 5 докторов наук. Автор свыше 200 печатных работ, в том числе 20 монографий.
Почётный энергетик СССР (1991), заслуженный деятель науки и техники РСФСР (1981). Награждён медалями.
Скончался 30 июня 1993 года в Екатеринбурге. Похоронен на Восточном кладбище.

## Сочинения
- Модели и методы оптимизации развития энергосистем [Текст] : Учеб. пособие по курсу «Модели оптим. развития энергосистем» / М-во высш. и сред. спец. образ. РСФСР. — Свердловск : Изд-во УПИ, 1976. — 146 с. : ил.; 23 см.
- Расчет показателей структурной надежности энергосистем : [Учеб. пособие] / Д. А. Арзамасцев, В. П. Обоскалов; Урал. политехн. ин-т им. С. М. Кирова. — Свердловск : УПИ, 1986. — 74,[3] с. : ил.; 22 см.
- Оптимизационные модели развития электрических сетей энергосистем : [Учеб. пособие] / Д. А. Арзамасцев, А. В. Липес; Урал. политехн. ин-т им. С. М. Кирова. — Свердловск : УПИ, 1987. — 71,[1] с. : ил.; 22 см.
- Модели оптимизации развития энергосистем : [Учеб. для электроэнерг. спец. вузов] / Д. А. Арзамасцев, А. В. Липес, А. Л. Мызин; Под ред. Д. А. Арзамасцева. — М. : Высш. шк., 1987. — 271,[1] с. : ил.; 21 см; ISBN (В пер.)
- АСУ и оптимизация режимов энергосистем : [Учеб. пособие для электроэнерг. спец. втузов] / Д. А. Арзамасцев, П. И. Бартоломей, А. М. Холян; Под ред. Д. А. Арзамасцева. — М. : Высш. шк., 1983. — 208 с. : ил.; 21 см.
- Автоматические цифровые вычислительные машины [Текст] : Учеб. пособие по курсу «Матем. машины и программирование» : Для студентов очного и заоч. обучения электротехн. специальностей / Сост. Д. А. Арзамасцев, П. И. Бартоломей, Г. М. Проскурин ; Под ред. доц. канд. техн. наук Д. А. Арзамасцева ; М-во высш. и сред. спец. образования РСФСР. Уральский политехн. ин-т им. С. М. Кирова. — Свердловск : [б. и.], 1963. — 86 с. : черт.; 22 см.